# Contigliano
Contigliano és un comune (municipi) de la província de Rieti, a la regió italiana del Laci, situat a uns 60 km al nord-est de Roma i a uns 8 km a l'oest de Rieti. A 1 de gener de 2019 la seva població era de 3.896 habitants.
Contigliano limita amb els municipis següents: Casperia, Colli sul Velino, Cottanello, Greccio, Montasola i Rieti.
L'església més important de la ciutat és la de San Michele Arcangelo. Altres esglésies interessants són les de Sant'Antonio i San Lorenzo, i l'Abadia de San Pastore.